# Фристайл на Универсиадах
Соревнования по фристайлу проводятся на зимних Универсиадах начиная с 2005 года для мужчин и женщин (кроме 2007 года).

## Виды соревнований
|                      | 05      | 09      | 11      | 13      | 15      | 17      | 19      | Годы    |
| Мужчины              | Мужчины | Мужчины | Мужчины | Мужчины | Мужчины | Мужчины | Мужчины | Мужчины |
| -------------------- | ------- | ------- | ------- | ------- | ------- | ------- | ------- | ------- |
| Акробатика           |         | X       |         |         |         | X       | X       | 3       |
| Могул                |         |         | X       |         | X       | X       | X       | 4       |
| Параллельный могул   |         |         |         |         |         | X       | X       | 2       |
| Хафпайп              |         |         |         |         | X       |         |         | 1       |
| Слоупстайл           |         |         |         | X       | X       |         |         | 2       |
| Ски-кросс            | X       | X       | X       | X       | X       | X       | X       | 7       |
| Женщины              |         |         |         |         |         |         |         |         |
| Акробатика           |         | X       |         |         |         | X       | X       | 3       |
| Могул                |         |         | X       |         | X       | X       | X       | 4       |
| Параллельный могул   |         |         |         |         |         | X       | X       | 2       |
| Хафпайп              |         |         |         |         | X       |         |         | 1       |
| Слоупстайл           |         |         |         | X       | X       |         |         | 2       |
| Ски-кросс            | X       | X       | X       | X       | X       | X       | X       | 7       |
| Смешанные команды    |         |         |         |         |         |         |         |         |
| Командная акробатика |         | X       |         |         |         | X       |         | 2       |
|                      |         |         |         |         |         |         |         |         |
| Всего                | 2       | 5       | 4       | 4       | 8       | 9       | 8       |         |

## Призёры соревнований

### Мужчины

#### Акробатика
| Год       | Золото                          | Серебро                         | Бронза                          |
| --------- | ------------------------------- | ------------------------------- | ------------------------------- |
| 2005—2007 | не было в программе Универсиады | не было в программе Универсиады | не было в программе Универсиады |
| 2009      | Цзя Цзунъян                     | Лю Чжунцин                      | У Чао                           |
| 2011—2015 | не было в программе Универсиады | не было в программе Универсиады | не было в программе Универсиады |
| 2017      | Li Zhonglin                     | Artsiom Bashlakou               | Guo Ziming                      |
| 2019      | Максим Буров                    | Li Zhonglin                     | Ruslan Katmanov                 |

#### Могул
| Год       | Золото                          | Серебро                         | Бронза                          |
| --------- | ------------------------------- | ------------------------------- | ------------------------------- |
| 2005—2009 | не было в программе Универсиады | не было в программе Универсиады | не было в программе Универсиады |
| 2011      | Aleksandr Kerner                | Evgeny Mikhailov                | Denis Moisseyev                 |
| 2013      | не было в программе Универсиады | не было в программе Универсиады | не было в программе Универсиады |
| 2015      | Павел Колмаков                  | Дмитрий Рейхерд                 | Сергей Шимбуев                  |
| 2017      | Дмитрий Рейхерд                 | Сергей Шимбуев                  | Павел Колмаков                  |
| 2019      | Benjamin Cavet                  | Daichi Hara                     | Икума Хорисима                  |

#### Параллельный могул
| Год       | Золото                          | Серебро                         | Бронза                          |
| --------- | ------------------------------- | ------------------------------- | ------------------------------- |
| 2005—2015 | не было в программе Универсиады | не было в программе Универсиады | не было в программе Универсиады |
| 2017      | Дмитрий Рейхерд                 | Сергей Шимбуев                  | Павел Колмаков                  |
| 2019      | Икума Хорисима                  | Павел Колмаков                  | Benjamin Cavet                  |

#### Хафпайп
| Год       | Золото                          | Серебро                         | Бронза                          |
| --------- | ------------------------------- | ------------------------------- | ------------------------------- |
| 2005—2013 | не было в программе Универсиады | не было в программе Универсиады | не было в программе Универсиады |
| 2015      | John Leonard                    | Kim Kwang-jin                   | Павел Чупа                      |
| 2017—2019 | не было в программе Универсиады | не было в программе Универсиады | не было в программе Универсиады |

#### Слоупстайл
| Год       | Золото                          | Серебро                         | Бронза                          |
| --------- | ------------------------------- | ------------------------------- | ------------------------------- |
| 2005—2011 | не было в программе Универсиады | не было в программе Универсиады | не было в программе Универсиады |
| 2013      | Kalle Leinonen                  | Szczepan Karpiel                | Janne van Enckevort             |
| 2015      | Fabian Braitsch                 | Broby Leeds                     | Cody Potter                     |
| 2017      | не было в программе Универсиады | не было в программе Универсиады | не было в программе Универсиады |
| 2019      | Tobias Müller                   | Eliot Gorry                     | Jona Schmidhalter               |

#### Ски-кросс
| Год  | Золото                          | Серебро                         | Бронза                          |
| ---- | ------------------------------- | ------------------------------- | ------------------------------- |
| 2005 | Juha Haukkala                   | David Fiegl                     | Simon Willmann                  |
| 2007 | не было в программе Универсиады | не было в программе Универсиады | не было в программе Универсиады |
| 2009 | Antonie Gallard                 | Andreas Tischendorf             | Manuel Eicher                   |
| 2011 | Manuel Eicher                   | Georgii Kornilov                | Olivier Fabre                   |
| 2013 | Mateusz Harbat                  | Igor Omelin                     | Jiří Čech                       |
| 2015 | Bernhard Graf                   | Timothe Henzi                   | Igor Omelin                     |
| 2017 | Jiří Čech                       | Kirill Merenkov                 | Enrico Fromm                    |
| 2019 | Artem Nabiulin                  | Maxim Vikhrov                   | Florian Wilmsmann               |

### Женщины

#### Акробатика
| Год       | Золото                          | Серебро                         | Бронза                          |
| --------- | ------------------------------- | ------------------------------- | ------------------------------- |
| 2005—2007 | не было в программе Универсиады | не было в программе Универсиады | не было в программе Универсиады |
| 2009      | Ли Нина                         | Чэн Шуан                        | Dai Shuangfei                   |
| 2011—2015 | не было в программе Универсиады | не было в программе Универсиады | не было в программе Универсиады |
| 2017      | Zhu Yingying                    | Жибек Арапбаева                 | Жанбота Алдабергенова           |
| 2019      | Александра Романовская          | Любовь Никитина                 | Жанбота Алдабергенова           |

#### Могул
| Год       | Золото                          | Серебро                         | Бронза                          |
| --------- | ------------------------------- | ------------------------------- | ------------------------------- |
| 2005—2009 | не было в программе Универсиады | не было в программе Универсиады | не было в программе Универсиады |
| 2011      | Дарья Рыбалова                  | Irina Pisarevskaya              | Alena Zueva                     |
| 2013      | не было в программе Универсиады | не было в программе Универсиады | не было в программе Универсиады |
| 2015      | Юлия Галышева                   | Марика Пертахия                 | Seo Jee-won                     |
| 2017      | Юлия Галышева                   | Анастасия Первушина             | Katharina Ramsauer              |
| 2019      | Kisara Sumiyoshi                | Lea Bouard                      | Sophie Weese                    |

#### Параллельный могул
| Год       | Золото                          | Серебро                         | Бронза                          |
| --------- | ------------------------------- | ------------------------------- | ------------------------------- |
| 2005—2015 | не было в программе Универсиады | не было в программе Универсиады | не было в программе Универсиады |
| 2017      | Юлия Галышева                   | Elizabeta Bezgodova             | Katharina Ramsauer              |
| 2019      | Lea Bouard                      | Kisara Sumiyoshi                | Elizaveta Bezgodova             |

#### Хафпайп
| Год       | Золото                          | Серебро                         | Бронза                          |
| --------- | ------------------------------- | ------------------------------- | ------------------------------- |
| 2005—2013 | не было в программе Универсиады | не было в программе Универсиады | не было в программе Универсиады |
| 2015      | Marine Tripier Mondancin        | Елизавета Чеснокова             | Julie Seifert                   |
| 2017—2019 | не было в программе Универсиады | не было в программе Универсиады | не было в программе Универсиады |

#### Слоупстайл
| Год       | Золото                          | Серебро                         | Бронза                          |
| --------- | ------------------------------- | ------------------------------- | ------------------------------- |
| 2005—2011 | не было в программе Универсиады | не было в программе Универсиады | не было в программе Универсиады |
| 2013      | Alexis Keeney                   | Fabienne Werder                 | Katie Souza                     |
| 2015      | Brooke Potter                   | Zuzana Stromková                | Stefanie Moessler               |
| 2017      | не было в программе Универсиады | не было в программе Универсиады | не было в программе Универсиады |
| 2019      | Лана Прусакова                  | Анастасия Таталина              | Lou Barin                       |

#### Ски-кросс
| Год  | Золото                          | Серебро                         | Бронза                          |
| ---- | ------------------------------- | ------------------------------- | ------------------------------- |
| 2005 | Karin Huttary                   | Jenni Kilpinen                  | Alexandra Grauvogl              |
| 2007 | не было в программе Универсиады | не было в программе Универсиады | не было в программе Универсиады |
| 2009 | Katrin Ofner                    | Carlotta Nicoletta              | Юлия Ливинская                  |
| 2011 | Christina Manhard               | Julia Manhard                   | Darya Vasilyeva                 |
| 2013 | Daria Nikolaeva                 | Violetta Kovalskaya             | Viktoria Strunk                 |
| 2015 | Nikol Kučerová                  | Lidia Pentukhova                | Tania Prymak                    |
| 2017 | Anna Antonova                   | Mayya Averynova                 | Ekaterina Maltseva              |
| 2019 | Ekaterina Maltseva              | Anna Antonova                   | Klára Kašparová                 |

### Смешанные команды

#### Командная акробатика
| Год       | Золото                                                | Серебро                                                     | Бронза                                                 |
| --------- | ----------------------------------------------------- | ----------------------------------------------------------- | ------------------------------------------------------ |
| 2005—2007 | не было в программе Универсиады                       | не было в программе Универсиады                             | не было в программе Универсиады                        |
| 2009      | Китай · Цзя Цзунъян · Лю Чжунцин · Ли Нина            | Беларусь · Тимофей Сливец · Denis Osipau · Maria Shcherbina | Россия · Владимир Лебедев · Yury Shapkin · Анна Зукаль |
| 2009—2015 | не было в программе Универсиады                       | не было в программе Универсиады                             | не было в программе Универсиады                        |
| 2017      | Казахстан 2 · Жанбота Алдабергенова · Баглан Инкарбек | Китай 1 · Xu Nuo · Shi Haitao                               | Китай 2 · Zhu Yingying · Guo Ziming                    |
| 2019      | Беларусь · Александра Романовская · Artsiom Bashlakou | Россия 2 · Кристина Спиридонова · Станислав Никитин         | Россия 1 · Любовь Никитина · Максим Буров              |

## Медальный зачёт
суммарно медали для страны во всех видах соревнований
| Место           | Страна           | Золото | Серебро | Бронза | Всего |
| --------------- | ---------------- | ------ | ------- | ------ | ----- |
| 1               | Казахстан        | 8      | 3       | 5      | 16    |
| 2               | Россия           | 7      | 19      | 11     | 37    |
| 3               | Китай            | 5      | 4       | 4      | 13    |
| 4               | Австрия          | 4      | 1       | 3      | 8     |
| 5               | Германия         | 3      | 3       | 5      | 11    |
| 6               | Франция          | 3      | 2       | 3      | 8     |
| 7               | США              | 3      | 1       | 3      | 7     |
| 8               | Япония           | 2      | 2       | 1      | 5     |
| 9               | Беларусь         | 2      | 2       | 0      | 4     |
| 10              | Финляндия        | 2      | 1       | 0      | 3     |
| 11              | Чехия            | 2      | 0       | 2      | 4     |
| 12              | Швейцария        | 1      | 2       | 4      | 7     |
| 13              | Польша           | 1      | 1       | 0      | 2     |
| 14              | Республика Корея | 0      | 1       | 1      | 2     |
| 15              | Словакия         | 0      | 1       | 0      | 1     |
| 16              | Нидерланды       | 0      | 0       | 1      | 1     |
| Всего стран: 16 | Всего стран: 16  | 43     | 43      | 43     | 129   |